# 용암초등학교 성암분교
용암초등학교 성암분교는 대한민국 경상북도 성주군 용암면 마월1길 28-7 (마월리)에 있었던 공립 초등학교이다.

## 연혁
- 1943년 4월 1일 용암공립국민학교 부설 상신간이학교 설립인가(상신리 1)
- 1944년 4월 1일 상신공립국민학교 승격
- 1946년 6월 25일 성암공립국민학교로 개칭
- 1948년 3월 9일 현 위치(마월리 233)로 이전
- 1960년 8월 24일 명포국민학교 분리
- 1980년 3월 1일 성산분교장 편입
- 1983년 10월 1일 동창회 창립총회
- 1991년 3월 1일 성산분교장 폐교
- 1994년 9월 1일 용암국민학교 성암분교장
- 1999년 3월 1일 폐교